# Igor Flores
Igor Flores Galarza (Urdiáin, Navarra, 5 de diciembre de 1973) es un ciclista que fue profesional entre los años 1996 y 2002. Su hermano Iker Flores fue igualmente ciclista profesional.

## Trayectoria
Debutó como profesional en 1996 con el equipo de la Fundación Eukadi, posteriormente denominado Euskaltel-Euskadi. A lo largo de su carrera profesional obtuvo 3 triunfos de etapa. En el año 2002 tras haber tenido que acudir al Tour de Francia a última hora sacrificando así el resto de la temporada, "logró" el último puesto, denominado farolillo rojo (al igual que su hermano en 2005). A pesar de ello finalmente no fue renovado por el equipo, optando por la retirada desoyendo diversas ofertas que tenía para continuar su carrera profesional.

## Palmarés
1997
- 1 etapa de la Ruta Azteca

2001
- 1 etapa de la Vuelta a La Rioja

2002
- 1 trofeo de la Challenge a Mallorca

## Resultados en Grandes Vueltas
Durante su carrera deportiva consiguió los siguientes puestos en las Grandes Vueltas:
| Carrera | Carrera         | 1996 | 1997 | 1998 | 1999 | 2000 | 2001 | 2002  |
| ------- | --------------- | ---- | ---- | ---- | ---- | ---- | ---- | ----- |
|         | Giro de Italia  | —    | —    | —    | —    | —    | —    | —     |
|         | Tour de Francia | —    | —    | —    | —    | —    | —    | 153.º |
|         | Vuelta a España | —    | —    | —    | 75.º | —    | 65.º | —     |

—: no participa
Ab.: abandono

## Equipos
- Euskadi (1996-2002)
  - Euskadi (1996-1997)
  - Euskaltel-Euskadi (1997-2002)